# Гомель (озеро)
Гомель (бел. Гомель) — озеро в Полоцком районе Витебской области Беларуси, около агрогородка Гомель.

## Описание
Площадь 3,46 км², максимальная глубина 23 м, длина 3,4 км, наибольшая ширина 1,2 км, длина береговой линии 11,7 км, объём воды
19,01 млн м³. Площадь водосбора 744 км².
В бассейне реки Туровлянка, в 18 км к югу от города Полоцка, в составе Ушачской группы озёр. Склоны котловины высотой 4-8 м, на ЮВ до 18 м, преимущественно распаханные, в нижней части заросли кустарником. Берега песчаные, частично галечные и каменистые, дно северного плёса плоское, южного — более глубокое, лейкообразное с крутыми склонами. Мелководье песчаное и песчано-галечное. В южном заливе остров площадью 0,1 га. Впадает ручей из озера Конаши, соединено протокой с озером Щаты. Сток по протоке в озеро Суя. Ширина полосы зарастания до 100 м.